# Maria Fernanda Alves
Maria Fernanda Alves (Florianópolis, 17 april 1983) is een voormalig tennisspeelster uit Brazilië. Zij is ook wel bekend als Nanda Alves.
Zij begon op vierjarige leeftijd met het spelen van tennis, samen met haar oudere zus Maria Claudia.
Tussen 2000 en 2011 kwam zij 45 maal uit voor Brazilië op de Fed Cup.
In 2005 speelde zij samen met Vanessa Henke op het damesdubbelspeltoernooi van het Australian Open, haar enige grandslamtoernooi.